# تاشا شویکرت

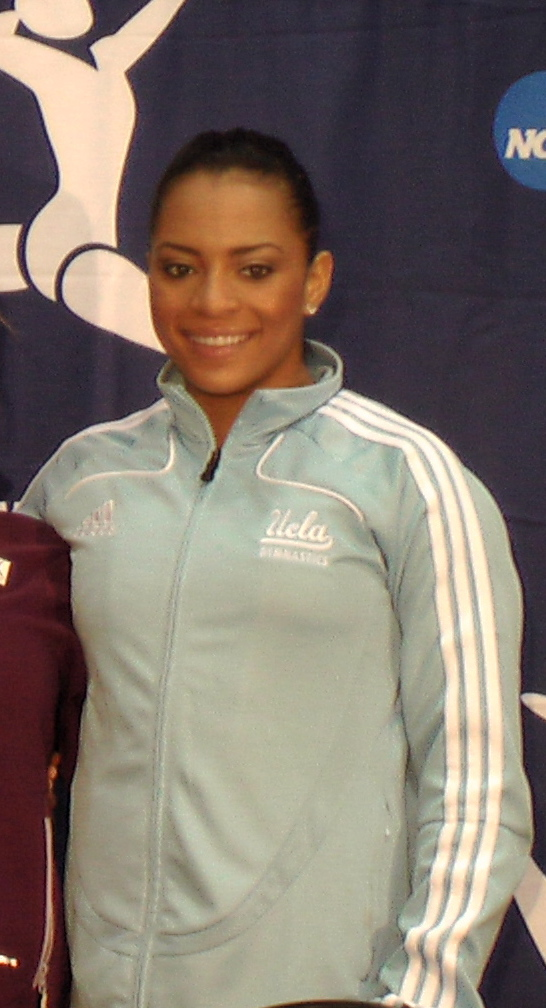
تصویر

تاشا شویکرت (به انگلیسی: Tasha Schwikert) ژیمناست زادهٔ ۲۱ نوامبر ۱۹۸۴ میلادی اهل کشور ایالات متحده آمریکا است.